# Eimantas Stanionis
Eimantas Stanionis (Kaunas, 17 de agosto de 1994) es un deportista lituano que compite en boxeo. Ganó una medalla de oro en el Campeonato Europeo de Boxeo Aficionado de 2015, en el peso wélter.
En abril de 2017 disputó su primera pelea como profesional. En su carrera profesional tuvo en total 14 combates, con un registro de 14 victorias y 0 derrotas.

## Palmarés internacional
| Campeonato Europeo | Campeonato Europeo | Campeonato Europeo | Campeonato Europeo |
| Año                | Lugar              | Medalla            | Categoría          |
| ------------------ | ------------------ | ------------------ | ------------------ |
| 2015               | Samokov (Bulgaria) | Medalla de oro     | 69 kg              |